# Ábaco de Kruithof

As curvas de Kruithof, com um exemplo de fonte de luz; D65 (luz de dia no norte de Europa), dentro da zona de conforto.

As curvas de Kruithof ou ábaco de Kruithof delimitam em um gráfico a região que combina os níveis de iluminância e temperatura de cor em que normalmente se considera um ambiente como confortável ou agradável ao observador. O físico holandês Arie Andries Kruithof determinou as curvas a partir de dados psicofísicos, ainda que os dados experimentais originais não estejam representados nas próprias curvas. As condições de iluminação que se encontram dentro da zona delimitada pelas curvas são consideradas, de modo empírico, como agradáveis ou naturais, enquanto as que estão fora dela são consideradas incômodas, desagradáveis ou não naturais. As curvas de Kruithof são um modelo adequado para descrever as fontes de luz que se consideram naturais ou que se assemelham à um corpo negro, ajustado à Lei de Planck, mas sua validade para descrever as preferências humanas quanto à iluminação de interiores tem sido consistentemente questionada por novos estudos.
Por exemplo, a luz diurna tem uma temperatura de cor de 6500 K e uma iluminância de cerca de 104 e 105 lux. Esta relação do par temperatura de cor/iluminância resulta em uma reprodução de cor natural, mas se a iluminância fosse menor, resultaria em uma aparência fria e azulada. Na iluminação típica de um escritório, os níveis de iluminância costumam estar ao redor de 400 lux, e as temperaturas de cor agradáveis são menores (entre 3000 e 6000 K), e numa moradia os níveis típicos costumam estar ao redor de 75 lux, portanto a temperatura de cor agradável seria menor (entre 2400 e 2700 K). Estas relações entre temperatura de cor/iluminância são obtidas na maior parte das vezes com com lâmpadas fluorescentes ou incandescentes, respectivamente. É preciso ter em conta que a região de iluminação dita confortável no gráfico contém valores de temperatura de cor e iluminância que são comparados com relação aos valores fornecidos por ambientes com uma iluminação natural.

## História
Quando começaram a ser utilizadas as lâmpadas fluorescentes em 1941, Kruithof começou a pesquisar com experimentos psicofísicos para criar um guia técnico destinado aos projetos de iluminação artificial. Usando lâmpadas fluorescentes de descarga de gás, Kruithof foi capaz de manipular as cores da luz emitida e perguntou a um grupo de observadores para relatarem se a luz lhes era agradável ou não. O esboço inicial das curvas resultantes consiste de três regiões principais; a intermediária corresponde às fontes de luz consideradas agradáveis; a região inferior corresponde às cores consideradas como frios e escuros; e a região superior que corresponde às cores considerados quentes e anormalmente coloridas. Estas regiões, aproximadamente, ainda são usadas para determinar a configuração mais apropriada de iluminação para moradias e escritórios.

## Percepção e adaptação

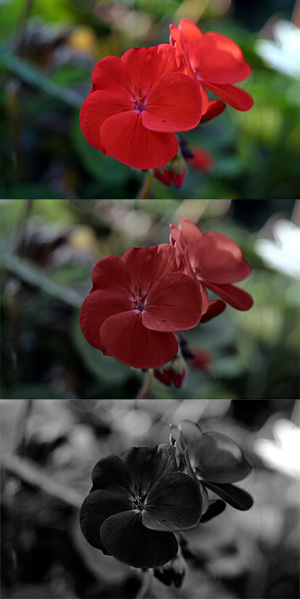
Aparência simulada de flores de gerânio vermelho e suas folhas com iluminação normal diurna (visão fotópica), crepuscular (visão mesópica) e nocturna (visão escotópica).

As investigações de Kruithof estão relacionadas diretamente com a adaptação do olho humano às mudanças na iluminação. Conforme decresce a iluminação, cresce a sensibilidade à luz azul. Isto se conhece como efeito Purkinje. O sistema de visão humano muda da visão fotópica (usando os cones) para a visão escotópica (usando os bastonetes) quando os níveis da iluminância decrescem. Os bastonetes têm uma alta sensibilidade à radiação azul, enquanto os cones têm sensibilidade aos vermelhos, verdes e azuis. Dado que as células fotorreceptoras da visão escotópica são mais sensíveis ao azul, isso aumenta a sensibilidade humana à luz azul. Por isso as fontes de alta temperatura de cor (azuladas) geralmente se consideram desagradáveis com iluminâncias baixas e só resta uma estreita margem de fontes de luz agradáveis. Assim, o campo de fontes de luz agradáveis aumenta na visão fotópica quando os níveis de iluminância crescem.

## Críticas
Apesar das curvas de Kruithof serem utilizadas para projetar a iluminação artificial em espaços internos, em escritórios ou moradias, com a condição geral sugerida de utilizar fontes de baixa temperatura de cor (CCT) e com baixas iluminâncias, Kruithof não descreve o método de avaliação, as variáveis independentes, nem a amostra de teste que foi utilizada para desenvolver a curva. Sem esses dados nem outras validações, as conclusão não devem ser consideradas totalmente confiáveis. A relação entre iluminância e correlação de temperatura de cor (CCT não foi apoiada por trabalhos posteriores.
Contudo, por outro lado, continuam representativas da realidade, uma vez que seguido a interpretação de Kruithof por exemplo, de acordo com as curvas tem-se que as lâmpadas fluorescentes (com temperaturas de cor entre 3000 e 6000 K) sejam utilizadas habitualmente com altas iluminâncias, acima de 500 lx. A luz das lâmpadas fluorescentes pode ser preferível em locais de trabalho porque os empregados podem ser mais capazes de focar seus esforços em suas tarefas do que se sentindo desconfortáveis sob uma iluminação desagradável. Nas moradias, preferem-se as fontes de luz com menos iluminância e temperaturas de cor mais baixas, que se consideram mais confortáveis e agradáveis.
Iluminância e CCT foram analisadas por diversos estudos de iluminação de interiores. e esses estudos consistentemente demonstraram uma relação diferente àquela sugerida por Kruithof. Ao invés de ter limites superiores e inferiores, esses estudos não indicam que a temperatura de cor tenha um efeito significativo e para iluminância indicam apenas para evitar níveis abaixo dos 300 lux. Estudos recentes não exploraram a parte crítica principal que são os regimes de baixa iluminância ou de baixa temperatura de cor abaixo dos 3000 K em geral, mesmo que alguns dos estudos apontados tenham atingido 2850 K.  Essa lacuna de dados é particularmente importante pois se relaciona com praticamente todos os ambientes quotidianos na qual os projetos de iluminação operam - hotéis, restaurantes e configurações residenciais. Futuras avaliações dessas áreas seriam úteis, dadas as implicações para o aprendizado contemporâneo das implicações da luz na saúde e no ritmo circadiano.

## Estudos posteriores
As curvas de Kruithof, tal como foram descritas, não contêm valores de dados experimentais e servem como aproximação às condições desejáveis de iluminação. Portanto sua precisão científica tem sido reavaliada.
A representação dos índices de cor é uma medida para descrever a aparência de uma fonte sem se importar se ela é considerada agradável. O índice representa a capacidade de uma dada fonte em reproduzir fielmente as cores dos objetos. As fontes de luz artificial antigas, como as velas ou ou as lâmpadas incandescentes têm espectros electromagnéticos que reproduzem muito aproximadamente os do corpo negro; muito parecidas às fontes de luz naturais. Muitas lâmpadas fluorescentes modernas e muitos lâmpadas LED têm espectros que não se parecem aos de corpo negro e portanto, a forma como são considerados não naturais. Por isso, a maneira em que reproduzem as cores percebidas em um ambiente também pode ser considerada antinatural. Ainda que estas fontes novas possam conseguir umas relações entre as temperaturas de cor e os níveis de iluminância que estejam dentro da região de conforto das curvas de Kruithof, a variação da representação da cor pode resultar, ao final, desagradável.
Segundo a atividade ou o ambiente, pode haver diferentes relações dos pares de temperatura de cor/iluminância: as fontes de luz preferidas mudam dependendo do ambiente que ilumina a fonte. Os observadores preferem pares de de temperatura de cor/iluminância dentro da zona confortável para comer, reunir-se e estudar, mas também preferem pares de valores de temperatura de cor e iluminância na zona baixa (região inconfortável no gráfico) para as atividades noturnas e se preparar para dormir. Isto está relacionado com o efeito Purkinje; os observadores que querem um pouco de luz durante a noite querem temperaturas de cor baixas ainda que os níveis de iluminação sejam muito baixos.
Os resultados de Kruithof podem variar também em função da cultura ou da localização geográfica. As fontes preferidas estão fundadas nas experiências pessoais prévias de percepção da cor e, como as diferentes regiões do mundo podem ter suas normas de iluminação próprias, cada cultura pode ter suas próprias fontes de luz aceitáveis.
A iluminância de uma fonte é o fator decisivo para decidir se uma fonte é agradável ou não, pois mesmo que os observadores participando no experimento avaliem uma relação entre temperatura de cor e nível de iluminância, sabe-se que suas impressões permanecem as mesmas quando apenas a temperatura de cor muda. Além disso, há uma relação entre a temperatura de cor e o brilho aparente da fonte. À partir destas descobertas resulta evidente que o índice de cor em vez da relação de temperatura de cor pode ser uma medida mais indicada para determinar se uma fonte é considerada ou não agradável.